# Maurice Leblanc
Maurice Émile Marie Leblanc (11 tháng 12 năm 1864 - 6 tháng 11 năm 1941) là một tiểu thuyết gia và nhà văn viết truyện ngắn người Pháp, được người ta biết đến chủ yếu là tác giả của nhân vật hư cấu tên trộm lịch lãm và thám tử Arsène Lupin, được so sánh là đối trọng với nhân vật thám tử Sherlock Holmes của tác gia người Anh Conan Doyle.
Leblanc sinh ra ở Rouen, Normandy, nơi ông đã theo học tại Lycée Pierre Corneille. Sau khi nghiên cứu ở một số nước và bỏ học luật, ông định cư tại Paris và bắt đầu sáng tác tiểu thuyết tâm lý, tiểu thuyết trinh thám, tiểu thuyết phiêu lưu và khoa học viễn tưởng.
Câu chuyện đầu tiên về Arsène Lupin xuất hiện trong một loạt truyện ngắn được đăng nhiều kỳ trên tạp chí Je sais tout, bắt đầu từ số 6, ngày 15 tháng 7 năm 1905. Rõ ràng được tạo ra theo yêu cầu biên tập, có thể Leblanc cũng đã đọc Les của Octave Mirbeau. 21 jours d'un neurasthénique (1901), kể về một tên trộm quý ông tên là Arthur Lebeau, và anh ta đã xem bộ phim hài Scrupules (1902) của Mirbeau, có nhân vật chính là một tên trộm quý ông.
Đến năm 1907, Leblanc đã tốt nghiệp để viết tiểu thuyết dài tập về Lupin, và các bài đánh giá cũng như doanh thu tốt đến mức Leblanc đã dành phần còn lại của sự nghiệp của mình để thực hiện các câu chuyện về Lupin. Giống như Conan Doyle, người thường tỏ ra xấu hổ hoặc bị cản trở bởi sự thành công của Sherlock Holmes và dường như coi thành công của mình trong lĩnh vực tiểu thuyết tội phạm là sự cản trở những tham vọng văn học "đáng kính" hơn của mình, Leblanc cũng tỏ ra phẫn nộ với thành công của Lupin. Nhiều lần ông đã cố gắng tạo ra các nhân vật khác, chẳng hạn như thám tử tư Jim Barnett, nhưng cuối cùng ông đã hợp nhất họ với Lupin. Ông tiếp tục viết truyện Lupin cho đến những năm 1930.
Leblanc cũng viết hai cuốn tiểu thuyết khoa học viễn tưởng đáng chú ý: Les Trois Yeux [fr] (1919), trong đó một nhà khoa học tiếp xúc qua truyền hình với những người sao Kim ba mắt, và Le Formidable Evènement (1920), trong đó một trận động đất tạo ra một vùng đất mới giữa nước Anh và Pháp.

Leblanc đã được trao tặng Légion d'Honneur vì những đóng góp của ông cho văn học và qua đời ở Perpignan năm 1941. Ông được chôn cất tại Nghĩa trang Montparnasse. Georgette Leblanc là em gái của anh ấy.
1. ↑  Mordaunt Hall (1932). "Arsene Lupin". The New York Times.